# 藤井尚之
藤井 尚之（ふじい なおゆき、1964年〈昭和39年〉12月27日 - ）は、日本の音楽家・俳優・タレント・作曲家・歌手であり、元チェッカーズのサックス奏者（元ベーシスト）である。福岡県久留米市出身。私立九州産業高等学校（現在の九州産業大学付属九州産業高等学校）卒業。身長171cm。血液型はA型。著名な家族には兄と甥がおり、兄は尚之と同じチェッカーズのリードボーカルで歌手・作詞家・タレントの藤井フミヤ。甥は兄・フミヤの長男でフジテレビアナウンサーの藤井弘輝。所属事務所はヤマハ音楽振興会、スリースタープロ（共にチェッカーズ時代）を経て現在は個人事務所の株式会社FFM。

## 来歴・人物
鳥栖駅長などを歴任した国鉄職員の父と美容師の母のもとに次男として出生する。中学三年生の時、同級生7人とともに自身初のバンド「弁慶」を結成する。
チェッカーズ加入のきっかけは「尚之があまりにも暇だったのでチェッカーズに入れるよう母に言われた」ということを、兄・フミヤが2017年6月25日放送の吉岡里帆がラジオパーソナリティを務めるラジオ番組『LIFESTYLE COLLEGE』（J-WAVE）ゲスト出演時に明かしている。上京するにあたり、父親と親戚一同の猛反対により（長男である）兄のフミヤに代わって（藤井家の跡取りとして）久留米に残らなければならなかったはずだが、母親が間に入り説得したため、兄弟共々上京することができたという。
チェッカーズ内では、元々はベースを担当していたが、大土井裕二の加入により、サックスに転向した（「素直にI'm Sorry」「ふれてごらん 〜please touch your heart〜」ではフルートを演奏した）。
チェッカーズのオリジナル作品転向後は、「NANA」「Blue Rain」「素直にI'm Sorry」「運命 (SADAME)」「さよならをもう一度」「ふれてごらん 〜please touch your heart〜」「今夜の涙は最高」「Blue Moon Stone」などを作曲した。
チェッカーズがアイドル扱いされていたことやオリジナル・シングルを出せない苛立ちから、1986年初頭には無精髭をたくわえ、更には髪を肩まで伸ばしていた。1988年から長髪を通したが、1991年末に髪を切った。その背景にはフミヤが「髪を切るな」と尚之に忠告しており、またフミヤがファッションと髪型には妥協を一切許さない主義だったため。
チェッカーズ活動時には、ボーカル3人組（ダイヤモンズ）に対抗して徳永善也（サニー徳永）、武内享（アンバサダー武内）、大土井裕二（アルマジロ大土井）、藤井尚之（リットル藤井）の4人で「アブラーズ」というバンドを結成。2003年に復活し、チェッカーズがデビューした日でもある9月21日に、改めてデビューライブを行った。2004年8月17日に徳永善也が死去した後も、アブラーズとしての活動は続いている。
1992年のチェッカーズ解散後は、ソロに転向。1997年にはフミヤと共に、音楽ユニットF-BLOODを結成する。
1996年のフジテレビ系の音楽番組『LOVE LOVE あいしてる』のバックバンドLOVE LOVE ALL STARSに参加し、サックス・管楽器を担当した。
1997年に沢田研二のアルバム『サーモスタットな夏』に収録されている「言葉にできない僕の気持ち」「ミネラル・ランチ」の作曲をしている。
2005年1月に12歳年下の一般人女性と入籍、ハワイで式を挙げた。2010年6月24日、第一子となる女児が誕生した。

## ディスコグラフィー

### シングル
1. NATURALLY（1987年10月21日）
2. Manhattan（1988年4月21日）
3. クローム・メタリック（1988年12月27日）
4. Blue Sky（1995年4月5日）
5. Come to love（1995年10月20日）
6. あんな気持ちで（1996年10月2日）
7. キスの嵐（1998年7月1日）
8. レイニーストリートブルース（1999年4月21日）
9. ゼロ（1999年8月4日）
10. CREAMSODA ONE（2000年8月23日）
11. SKY（2001年11月21日）

### アルバム
1. NATURALLY（1987年10月21日）
2. BLOW SESSION（1988年12月27日）
3. Out of My Tree（1995年）
4. FRIED RICE（1995年）
5. What have I done?（1996年）
6. first kiss（1998年9月9日）
7. Who am I?（1999年）
8. In The Smoke（2003年）
9. In The Shadow（2004年）
10. Kind of tears（2005年）
11. ゆるり ふわり（2006年）
12. Good day（2007年）
13. NAOYUKI FUJII BEST SAX&SING（2010年） ※ベスト・アルバム
14. RUBBER TOWN（2011年） ※NAOYUKI FUJII with The TRAVELLERS名義
15. El Camino（2013年） ※The TRAVELLERS with Naoyuki Fujii名義
16. My Life（2015年）
17. foot of the Tower（2017年2月15日）
18. Dark & Light（2019年3月27日）
19. Coin a Phrase（2023年11月1日）

### DVD
- NAOYUKI FUJII LIVE '05 唐草犬（2006年）
- Naoyuki Fujii Live Tour '07 Good day（2008年）

### S,F,
鈴木賢司とのユニット。
- MOOD DELUXE（2003年）

### Non Chords
後藤次利、斉藤ノヴとのユニット。
- Non Chords（2004年）
- Tracing Point（2005年）
- Taboo（2005年）
- Non Chords Live Tour 2005 “Tracing Point” in OSAKA（2010年） ※ライブアルバム

### The Nature Sound Orchestra
ジョー奥田、高橋全とのユニット。
- NSO（2008年）

### SLUG & SALT
有賀啓雄、屋敷豪太、松本圭司、飯尾芳史とのユニット。
- SLUG & SALT（2010年）

## 楽曲提供作品
- 安達祐実「革命」
- 内田有紀「追いかけてくる月」
- KANIKAPILA「イッちゃえ! I LOVE YOU!」「卒業白書」
- 木梨憲武「なお、あなたを…」「You can do it」
- 工藤静香「蝶」
- 小泉今日子「遅い夏」「プロセス」「風になりたい」
- 古手川祐子「あなたと…」
- 佐伯伽耶「その朝、ひざしの中で」「あなたといる時の私」
- ザ・キング・トーンズ「いとしの銀列車」
- 猿岩石「白い雲のように」
- 沢田研二「言葉にできない僕の気持ち」「ミネラル・ランチ」
- 瀬戸朝香「My Home Town」
- Sowelu「雨粒のBirthday」
- 田口理恵「Little Girl」
- 竹中直人「窓辺の憂鬱」
- タッキー&翼「Daydreamer」
- TUBE「危ない女 懲りない男」
- 田中律子「Love is you」
- V6「GENERATION GAP」
- 深津絵里「ひとりずつのふたり」
- 藤井フミヤ「永遠に死ぬまで」「BIRTH」「落陽」「GET UP BOY」「Bug Boy」「Hello my tears」「魔法の手」「Rose」「MY TYPE」「ムカつくオンナ」「BELLS」「ALL THIS LOVE」「Under the Blue sky」「銀河放浪」「青春」「GO BACK HOME」「孤独のDreamer」「夜明けの街」「君の手に初めて触れた日」
- MAKOTO（真箏）「MINE」
- YOU「雨があがった」

## 映画音楽
- 教祖誕生（1993年）
- 天国までの百マイル（2000年）

## メディア出演

### 音楽番組
- ベストヒットUSA（2017年3月3日放送）

### バラエティ
- LOVE LOVE あいしてる（フジテレビ） - LOVE LOVE ALL STARSメンバーとして　※不定期出演
- 新・真夜中の王国（2000年・2001年、NHKBS2）
- とんねるずのみなさんのおかげでした（フジテレビ）[いつ?]
- よゐこ部（2010年1月12日・1月19日、MBS）[4]
- ナカイの窓「楽器を弾く人SP第2弾」（2017年6月14日、日本テレビ）
- 有吉ミュージックフェス（2023年7月6日、テレビ東京）[5]

### テレビドラマ
- あの夏に抱かれたい（1989年、日本テレビ） - 沖正 役
- 鎌倉恋愛委員会 第5回「いつしか雨あがり」（1991年11月12日、TBS） - 主演
- プリズンホテル（1999年、テレビ朝日） - 岩井 役
- 億万長者と結婚する方法（2000年、日本テレビ） - 高井篤 役
- 金田一少年の事件簿（2001年、日本テレビ） - 高遠遙一 役
- 早乙女タイフーン（2001年、テレビ朝日） - 水野太陽 役
- ヤメゴク〜ヤクザやめて頂きます〜 第9話（2015年6月11日、TBS） - 藤居医師 役（友情出演）

### 映画
- SF サムライ・フィクション（1998年）- 鈴木真太郎 役
- episode 2002 Stereo Future（2001年） - H2Oの客 役
- ござまれじ（2003年）
- 穴「青春の穴」（2004年） - 朱角 役
- 天空の蜂（2015年）- 綿重工技術本部長 笠松 役

### CM
- バイク王「BIKE LIFE 藤井尚之」篇（2008年） - F-BLOODとして。兄・フミヤと共演[6]